# Dialectica rendalli
Dialectica rendalli är en fjärilsart som beskrevs av Walsingham 1897. Dialectica rendalli ingår i släktet Dialectica och familjen styltmalar.
Artens utbredningsområde är:
- Jamaica.
- Puerto Rico.

Inga underarter finns listade i Catalogue of Life.